# Palacio de Deportes de El Menzah
El Palacio de Deportes de El Menzah (en árabe: قصر الرياضة بالمنزه) es un polideportivo cubierto situado en la ciudad de Túnez, capital del país africano de Túnez. El estadio recibe generalmente partidos de voleibol, baloncesto, balonmano, judo, esgrima, lucha libre y otros juegos y torneos con una alta asistencia. Construido en 1967, el estadio fue utilizado por primera vez para la competición de voleibol en los Juegos del Mediterráneo. Tiene capacidad para 4500 espectadores. Será escenario de varios partidos de la 2014 de la Liga Mundial de Voleibol de la FIVB y el Campeonato de baloncesto FIBA África de 2015.